# 横浜市立錦台中学校
横浜市立錦台中学校（よこはましりつ にしきだいちゅうがっこう）は、神奈川県横浜市神奈川区西寺尾にある公立の中学校。

## 概要
横浜市立神奈川中学校の分校として開校し、後に分離独立。
学校名は通学区域にあたる「西寺尾」・「神之木町」・「神之木台」から「錦台」となった。

## 沿革
出典
- 1958年（昭和33年）
  - 8月1日 - 横浜市立神奈川中学校錦台分校として開校。
  - 9月25日 - 落成式を挙行。この日を開校記念日とする。
- 1959年（昭和34年）4月1日 - 横浜市立錦台中学校として分離独立。
- 1991年（平成3年）11月より1993年（平成5年）にかけて校舎を全面的に建て替えた。

## 通学区域
錦台中学校の通学区域には以下の区域が指定されている。
- 西寺尾小学校通学区域
- 西寺尾第二小学校通学区域
- 寺尾小学校通学区域の一部
  - 西寺尾四丁目25番から29番まで、30番10号、30番11号
- 子安小学校通学区域の一部
  - 入江一丁目29番から34番まで
  - 入江二丁目
  - 子安台二丁目1番から8番まで
  - 新子安二丁目
- 港北小学校通学区域の一部
  - 松見町2丁目6番地から15番地まで、565番地の1から1902番地まで
  - 松見町3丁目1番地から4番地まで、599番地の1、599番地の2、599番地の4から600番地まで、605番地、623番地から918番地の1まで、919番地の1、919番地の6から919番地の16まで、919番地の18から919番地の終りまで、922番地から927番地まで、934番地、935番地、937番地、938番地、974番地の2から1901番地まで
  - 松見町4丁目918番地の2、947番地、957番地から960番地まで、962番地、963番地、965番地から1129番地まで

## アクセス
- JR東日本横浜線大口駅下車、徒歩15分
- 横浜市営バス38・213系統「西寺尾小学校前」バス停下車、徒歩7分

## 周辺
- 神の木公園